# اس‌اس جورج دبلیو. الدر
اس‌اس جورج دبلیو. الدر (به انگلیسی: SS George W. Elder) یک کشتی بود که طول آن ۲۵۰ فوت (۷۶ متر) بود. این کشتی در سال ۱۸۷۴ ساخته شد.